# Cine Monumental (Barcelona)
El Cine Monumental va ser una sala d'exhibició cinematogràfica ubicada als núms. 89-91 del carrer de Sant Pau de Barcelona (vegeu casa-fàbrica Prats), amb sortida també pel carrer de les Tàpies, 6 (vegeu magatzems Nadal).
Dissenyada per l'arquitecte Joaquim Raspall (1877-1937) per encàrrec de Josep Fàbregas Moragas, la sala de Cinema Monumental va ser inaugurada el 18 de juliol de 1918 i fou presentada a la premsa de l'època com La joya del Distrito V. La sala disposava d'un aforament considerable amb 2.545 localitats i com novetat tecnològica comptava amb un sistema de ventilació amb un extractor capaç de desallotjar 625 metres cúbics d'aire per minut i un projector Power dels més avançats de l'època.
La sala era rectangular amb platea i primer pis i disposava d'un gran nombre de sortides d'emergència que segons les cròniques de l'època permetien el seu desallotjament en poc més d'un minut.
El seu propietari va morir l'any 1928 i després de la Guerra Civil espanyola, el local va entrar en declivi fins que va tancar les portes l'any 1947.